# Фергюсон, Ричард Брайан
Ричард Брайан Фергюсон (R. Brian Ferguson; род. 19 июля 1951) — американский антрополог, исторический антрополог, исследователь истоков войны. Доктор философии (1988), профессор Ратгерского университета. Лауреат Henry J. Browne Award.
Степень доктора философии по антропологии получил в Колумбийском университете, с дисс. «Class Transformations in Puerto Rico». Затем сосредоточился на исследовании войны и политического насилия.
Член совета управляющих Нью-Йоркской академии наук. Публиковался в Current Anthropology, Public Anthropologist.
Автор Yanomami Warfare: A Political History (Seattle and London: University of Washington Press, in association with the School of American Research, 1995) {Рец.}. Соавтор Neil L. Whitehead.